# Vicente Feola
Vicente Ítalo Feola, thường được biết đến với tên gọi Vicente Feola (sinh 20 tháng 11 năm 1909 tại São Paulo, mất 20 tháng 11 năm 1975 tại São Paulo), là một huấn luyện viên bóng đá người Brasil gốc Ý. Ông từng 3 lần làm huấn luyện viên trưởng đội tuyển Brasil, trong đó nổi bật nhất là lần thứ hai, khi ông đưa đội tuyển Brasil lần đầu tiên vô địch thế giới năm 1958 ở Thụy Điển. Ngoài ra ông còn dẫn dắt Brasil tại World Cup 1966. Ở cương vị huấn luyện viên trưởng câu lạc bộ São Paulo, Feola đưa đội bóng giành hai chức vô địch bang São Paulo năm 1948 và 1949. Đội tuyển Brasil, dưới sự chỉ đạo của ông, thi đấu tất cả 74 trận với 55 trận thắng, 13 hoà và chỉ thua 6 trận. Feola mất năm 1975, thọ 66 tuổi.